# Тома Лемар
Тома́ Лема́р (фр. Thomas Lemar, нар. 12 листопада 1995, Баї-Мао, Гваделупа) — французький футболіст гваделупського походження, фланговий півзахисник мадридського «Атлетіко» та національної збірної Франції.

## Клубна кар'єра
Народився 12 листопада 1995 року в гваделупському місті Баї-Мао. Починав займатися футболом у структурі місцевого клубу «Солідаріте». 2010 року перебрався до метрополії, продовживши опанування футбольних навичок в академії «Кана».
У дорослому футболі дебютував 2013 року виступами за головну команду «Кана», в якій провів два сезони, взявши участь у 32 матчах чемпіонату. 
26 червня 2015 року за 4 мільйони євро перейшов до «Монако», з яким уклав п'ятирічний контракт.

## Виступи за збірні
2011 року дебютував у складі юнацької збірної Франції, взяв участь у 27 іграх за юнацькі збірні Франції різних вікових категорій, відзначившись 4 забитими голами.
Протягом 2014–2016 років залучався до складу молодіжної збірної Франції. На молодіжному рівні зіграв у 18 офіційних матчах, забив 2 голи.
У листопаді 2016 року дебютував в офіційних матчах у складі національної збірної Франції. 31 серпня 2017 року відкрив лік своїх голів за національну збірну, забивши відразу двічі у грі відбору на ЧС-2018 проти збірної Нідерландів, яку французи здолали з рахунком 4:0.
| Дата       | Місто           | Господарі | Результат | Гості       | Турнір             | Голи | Примітки |
| ---------- | --------------- | --------- | --------- | ----------- | ------------------ | ---- | -------- |
| 15-11-2016 | Ланс            | Франція   | 0 – 0     | Кот-д'Івуар | товариський матч   | -    | 78'      |
| 28-3-2017  | Сен-Дені        | Франція   | 0 – 2     | Іспанія     | товариський матч   | -    | 80'      |
| 2-6-2017   | Ренн            | Франція   | 5 – 0     | Парагвай    | товариський матч   | -    | 46'      |
| 9-6-2017   | Стокгольм       | Швеція    | 2 – 1     | Франція     | Відбір до ЧС 2018  | -    | 76'      |
| 13-6-2017  | Сен-Дені        | Франція   | 3 – 2     | Англія      | товариський матч   | -    |          |
| 31-8-2017  | Сен-Дені        | Франція   | 4 – 0     | Нідерланди  | Відбір до ЧС 2018  | 2    |          |
| 3-9-2017   | Сен-Дені        | Франція   | 0 – 0     | Люксембург  | Відбір до ЧС 2018  | -    |          |
| 10-10-2017 | Сен-Дені        | Франція   | 2 – 1     | Білорусь    | Відбір до ЧС 2018  | -    | 83'      |
| 23-3-2018  | Сен-Дені        | Франція   | 2 – 3     | Колумбія    | товариський матч   | 1    |          |
| 27-3-2018  | Санкт-Петербург | Росія     | 1 – 3     | Франція     | товариський матч   | -    | 86'      |
| 1-6-2018   | Ніцца           | Франція   | 3 – 1     | Італія      | товариський матч   | -    | 70'      |
| 9-6-2018   | Ліон            | Франція   | 1 – 1     | США         | товариський матч   | -    | 88'      |
| 26-6-2018  | Москва          | Данія     | 0 – 0     | Франція     | ЧС 2018 - 1-й етап | -    |          |
| 11-10-2018 | Генгам          | Франція   | 2 – 2     | Ісландія    | товариський матч   | -    | 59'      |
| Усього     |                 | Матчів    | 14        |             | Голів              | 3    |          |

## Титули і досягнення
- Чемпіон Франції (1):

«Монако»: 2016-17
- Володар Суперкубка УЄФА (1):

«Атлетіко»: 2018
- Чемпіон Іспанії (1):

«Атлетіко»: 2020-21
- Чемпіон світу (1):

Франція: 2018